# Navoiy
Navoiy oder Nawoj (usbekisch Navoiy) mit seinen 144.000 Einwohnern (2020), ist Hauptstadt der Viloyat Navoiy im Südwesten von Usbekistan. Sie befindet sich auf einer Höhe von etwa 380 Metern über dem Meeresspiegel. Die Stadt Navoiy ist kreisfrei und zugleich Hauptstadt des gleichnamigen Bezirkes Navoiy.
Navoiy liegt im Serafschan-Tal etwa auf halbem Wege an der Eisenbahnstrecke Buxoro – Samarqand, kurz nach Tinchlik, von wo aus sich die Strecke nach Urganch anschließt. Navoiy besitzt einen Flughafen, der neben einigen Passagierflügen vor allem für den Frachtverkehr zwischen Europa und Asien von Korean Air Cargo von Bedeutung ist.

## Geschichte
Ursprünglich war die Stadt zu Zeiten des Emirats Buchara unter dem Namen Karmana bekannt. 1958 wurde sie neu gegründet und bekam den Namen des bekannten usbekischen Dichters und Politikers Mir ʿAli Schir Nawāʾi (usbekisch Alisher Navoiy), der im 15. Jahrhundert auf Persisch und Tschagataisch am Hofe des Emirs Hussein Boykara in Herat dichtete.

## Wirtschaft

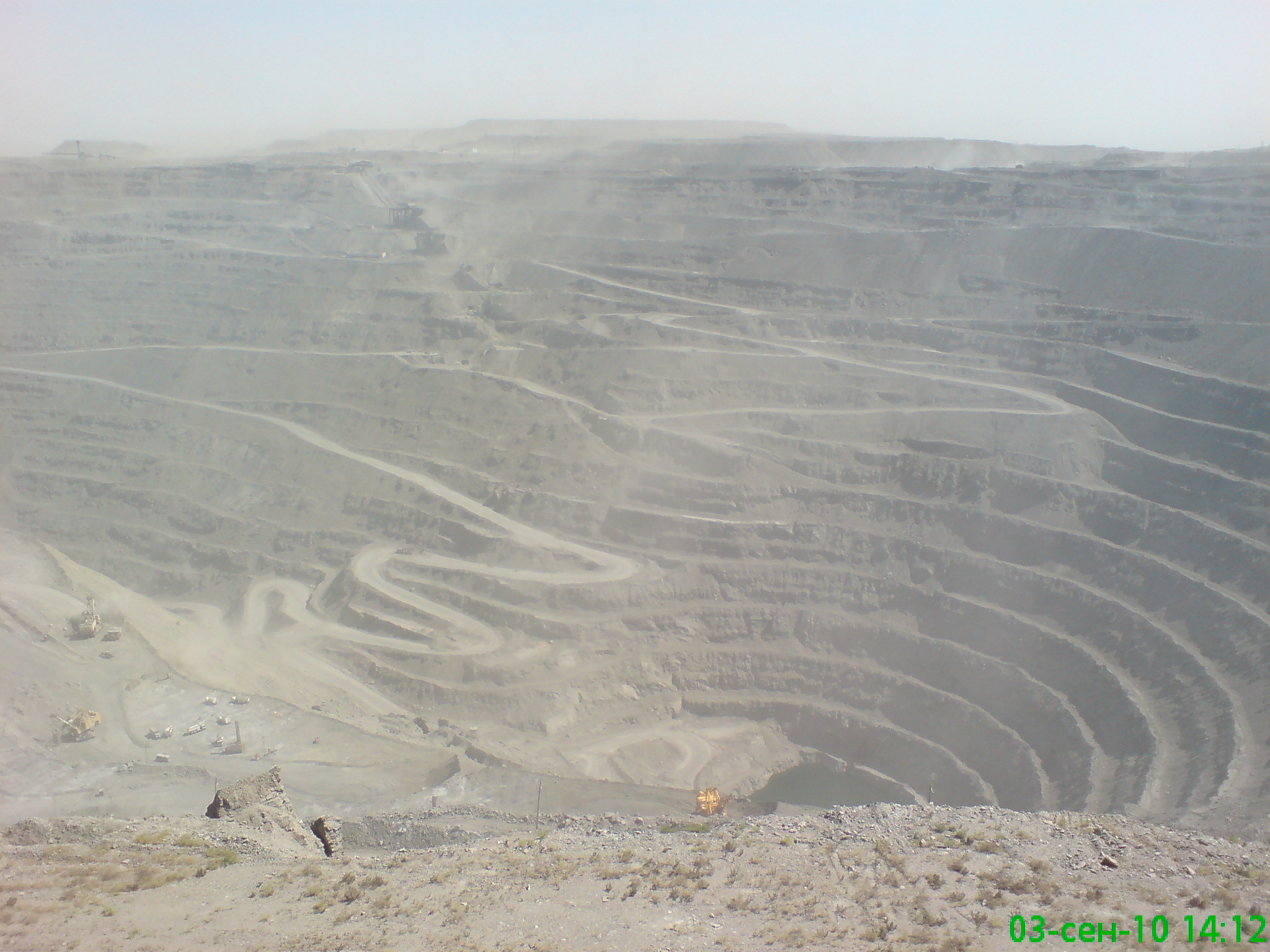
Muruntau-Tagebau

Die Region besitzt große Vorkommen an Erdgas, Edelmetallen und Baustoffen. Die Stadt ist Sitz des staatlichen Goldbergbau- und Metallverhüttungsunternehmens Navoiy kon-metallurgiya kombinati (international: Navoi Mining & Metallurgical Company, NMMC). Es betreibt in der Kysylkum-Wüste in der Lagerstätte Muruntau bei Zarafshon einen der weltgrößten Gold-Tagebaue. Das Unternehmen NavoiyAzot ist der größte Mineraldüngerhersteller in Usbekistan.

## Persönlichkeiten
- Nariman Dscheljal (* 1980), ukrainischer Aktivist und Diplomat
- Jasurbek Jaloliddinov (* 2002), Fußballspieler